# MRAM
La MRAM (RAM magnetorresistiva o magnética) (en inglés: magnetoresistive random-access memory) es un tipo de memoria no volátil que ha estado en desarrollo desde los años 90. El desarrollo continuado de la tecnología existente, principalmente Flash y DRAM, han evitado la generalización de su uso, aunque sus defensores creen que sus ventajas son tan evidentes que antes o después se convertirá en la tecnología dominante para todos los tipos de memorias.

## Descripción
A diferencia de la RAM convencional los datos no se almacenan como carga eléctrica o flujos de corriente, sino por medio de elementos de almacenamiento magnético. Los elementos están formados por dos discos ferromagnéticos, cada uno de los cuales puede mantener un campo magnético, separados por una fina capa de aislante. Uno de los dos discos se sitúa en un imán permanente con una polaridad dada; el otro variará para adecuarse al de un campo externo. Una malla de estas celdas forma un chip de memoria.
La lectura se realiza midiendo la resistencia eléctrica de la celda. En general, una celda se selecciona con base en la alimentación de un transistor asociado que conduce la corriente desde una línea de alimentación a través de la celda a tierra. El efecto túnel provoca cambios en la resistencia de la celda según la orientación de los campos de los dos discos. Midiendo la corriente generada, puede calcularse la resistencia y a partir de esta la polaridad del disco escribible. En general suele considerarse '0' si la polaridad de ambos discos es la misma (el estado de menor resistencia).
La escritura puede realizarse de varias maneras. La más sencilla es que cada celda esté situada entre dos líneas de escritura que formen un ángulo adecuado entre sí por encima y debajo de la celda. Con la corriente se induce un campo magnético en la unión, y este campo influye en el disco escribible. Este patrón de operación es similar al de la memoria de núcleo de ferrita de los años 60. Es necesaria una cantidad significativa de corriente para generar el campo magnético lo que limita su uso en dispositivos con necesidades de bajo consumo. Además, conforme el tamaño se escala, los campos generados pueden solapar varias celdas con las escrituras falsas resultantes. Este problema parece imponer un tamaño de celda relativamente grande. Aunque se intentó solucionar con dominios circulares y la magnetorresistencia colosal, no parece que esta solución se esté desarrollando últimamente.
Otro enfoque realiza una escritura en varias fases por medio de una celda multinivel. La celda contiene ahora un material antiferromagnético en el que la orientación magnética se alterna en la superficie. Los niveles fijos y libres están formados ahora por pilas de varios niveles aisladas por un nivel de acoplamiento. La estructura resultante sólo tiene dos estados estables, que pueden cambiarse (toggling) ajustando el retraso relativo en la señal de escritura propagada por cada una de las dos líneas, provocando una rotación del campo. Cualquier voltaje que no sea el completo aumenta la resistencia de forma que las celdas que compartan una de las líneas de escritura no se ven afectadas. Esto permite celdas más pequeñas.
Una técnica más reciente se basa en la transferencia de torsión de spin (spin torque transfer o spin transfer switching). Utiliza electrones polarizados (con su momento de spin alineado) para realizar la torsión sobre los dominios magnéticos. En concreto, si los electrones que fluyen a una capa han de cargar su spin, se genera una fuerza de torsión que se transfiere a la capa próxima. De esta forma se reduce la corriente necesaria para realizar la escritura a aproximadamente el mismo nivel de la lectura. Se sospecha que la celda MRAM clásica sea difícil de producir en gran densidad por la cantidad de corriente necesaria para la escritura, algo que este método evita. El problema es que, por el momento, el transistor de control debe conmutar más corriente y debe mantener la coherencia de spin. En todo caso, la corriente de escritura es mucho menor que en las otras variantes.

Esquema simplificado de una celda MRAM.

## Comparación con otros sistemas

### Densidad
El factor principal que decide el coste de un sistema es la densidad de los componentes que lo forman. Sistemas con menos componentes y más sencillos (pequeños) conllevan densidades mayores y una mayor producción de chips en cada oblea de silicio, lo que a su vez mejora la tasa de chips sin errores.
La memoria DRAM utiliza condensadores como elementos de memoria, junto con cables que transportan la corriente y un transistor de control (esto compone una celda 1T1C). Los condensadores son esencialmente dos placas metálicas separadas por un material aislante. DRAM es la RAM que en la actualidad disfruta de una mayor densidad y es, por tanto, la más barata, por lo que constituye la mayor parte de la RAM que se utiliza en los ordenadores.
La memoria MRAM es bastante parecida en sus aspectos físicos aunque no suele necesitar de un transistor para la operación de escritura. Sin embargo, tiene el problema de la interferencia en escritura (half select) que limita el tamaño de las celdas a 180 nm o más. Las variantes que utilizan toggling pueden escalar hasta cerca de 90 nm, el mismo tamaño que las memorias DRAM actuales. No obstante, para que sea rentable que entre en producción, debería ser capaz de bajar a los 65 nm de los dispositivos de memoria más avanzados, lo que seguramente deberá pasar a utilizar técnicas de torsión de spin (STT).

### Consumo energético
Los condensadores que forman la DRAM pierden su carga con el tiempo si esta no se restablece periódicamente (aproximadamente 1000 veces por segundo, leyendo y reescribiendo sus valores). Por ello necesitan una alimentación continua y los datos se pierden si el suministro de energía se corta. El ciclo de refresco se reduce con el tamaño de las DRAMs, y se incrementa el consumo.
Por el contrario, las memorias MRAM no necesitan ningún tipo de refresco, lo que las hace no volátiles y además las libra del consumo continuo de energía. El proceso de lectura es comparablemente más costoso, aunque en la práctica la diferencia parece ser muy pequeña. El proceso de escritura sí necesita más energía para sobreponerse al campo ya existente en la junta (entre 3-8 veces la energía necesaria en lectura). La cantidad neta de energía consumida dependerá de la naturaleza de los accesos – más a más escrituras –, aunque en general los defensores de este enfoque prevén consumos mucho menores (de hasta el 1% del consumo de la DRAM). Los dispositivos basados en SST anulan la diferencia entre lectura y escritura, acentuando aún más esta diferencia.
Es interesante comparar la MRAM con otro dispositivo común, la memoria Flash RAM. Esta es también no volátil, lo que la convierte en un sustituto común de los discos duros en dispositivos pequeños como reproductores de música y cámaras digitales. En lectura los requerimientos energéticos de ambas memorias son muy semejantes. En escritura, en cambio, Flash se reescribe con pulsos de voltaje elevados (cerca de 10 V) que utilizan acumuladores relativamente lentos y con alto consumo. La degradación que producen limita además el número de ciclos de escritura de las celdas.
A diferencia de Flash, MRAM necesita solo un poco más de energía para realizar la escritura y ningún cambio en el voltaje, lo que lleva a un consumo menor con operaciones más rápidas y sin efecto sobre la vida del dispositivo.

### Velocidad
La velocidad en memorias DRAM viene limitada por el tiempo que cuesta drenar (en lectura) o almacenar (en escritura) la corriente en las celdas. En MRAM, se basa en la medición de voltajes en lugar de corrientes, por lo que el tiempo de asentamiento (settling) es mejor. Se ha demostrado que los dispositivos MRAM tienen accesos en el orden de 2 ns, algo mejores que los de las DRAM más avanzadas, que utilizan procesos de fabricación mucho más recientes. La diferencia con Flash es mucho más acusada, con rendimientos similares en lectura, pero miles de veces mejor en escritura.
La única tecnología que puede competir con MRAM en términos de velocidad es la memoria SRAM, formada por conjuntos de transistores que forman flip-flops para almacenar uno de dos estados mientras se suministra potencia. Los transistores tienen necesidades de energía muy bajas, por lo que el cambio de estado es muy rápido. No obstante, una celda SRAM está formada por varios transistores, por lo que su densidad es mucho menor que la de DRAM. Esto a su vez la hace más cara y su uso está reservado a cantidades pequeñas de memoria de alta velocidad, típicamente la memoria caché en las CPUs actuales.
La memoria MRAM no es tan rápida como la SRAM, pero sí se acerca lo suficiente como para resultar competitiva incluso en estos usos para ofrecer capacidades mucho mayores de caché, aunque algo más lenta. Se desconocen actualmente las consecuencias que este compromiso podría tener.

### Visión general
MRAM ofrece velocidades parecidas a las de SRAM con una densidad comparable a la de DRAM pero mucho menos consumo que esta (y mayor velocidad). Además, frente a la memoria Flash, no presenta degradación en el tiempo. Esta combinación hace que algunos la propongan como “memoria universal”, capaz de reemplazar a estas tres así como a la memoria EEPROM. También explica la intensa actividad de investigación que rodea su desarrollo.
Sin embargo, las tendencias del mercado la han mantenido lejos de alcanzar una utilización generalizada. El mercado de memoria Flash ejerce una gran presión para que los fabricantes desarrollen nuevos procesos de integración, logrando chips de 1 Gibit en 65 nm y hasta 16 Gibit en el caso de Samsung en 50 nm. La sobreproducción de DRAM ofrece un retorno de la inversión mucho menor, por lo que la mayor parte de la memoria DDR2 se fabrica utilizando procesos antiguos de 90 nm (una generación anterior a las actuales).
MRAM, por su parte, se encuentra todavía en estado de desarrollo en gran parte y su producción se realiza en factorías secundarias. El único producto disponible a gran escala es el chip de 4 Mibit de Freescale Semiconductor, que utiliza procesos de varias generaciones de antigüedad de 180 nm. La gran demanda de memoria Flash sigue dirigiendo la oferta de forma que los fabricantes no se arriesguen a dedicar sus fábricas principales a la producción de MRAM. En todo caso, e incluso utilizando el mismo proceso de fabricación, las celdas MRAM siguen estando muy por encima de los tamaños conseguidos en Flash.

## Historia
- 1955 – Utilización de memoria de núcleo de ferrita que utilizan el mismo principio operativo para la escritura.
- 1989 – Descubrimientos sobre la magnetorresistencia colosal por parte de investigadores de IBM en estructuras de película delgada.
- 2000 - IBM e Infineon crean un programa conjunto de desarrollo.
- 2002 - NVE realiza un intercambio tecnológico con Cypress Semiconductor.
- 2003 – Se presenta un chip de 128 KiB sobre proceso litográfico de 180 nm.

2004
- Junio - Infineon desvela un prototipo de 16 Mibit sobre el mismo proceso tecnológico.
- Septiembre – Freescale integra la MRAM en sus líneas de productos y ha comenzado a probar su rendimiento.
- Octubre – Desarrollo de chips de 1 Mibit en Taiwán (TSMC). Micron descarta la tecnología MRAM.
- Diciembre - TSMC, NEC, y Toshiba definen nuevos prototipos. Renesas desarrolla MRAM de alta velocidad y fiabilidad.

2005
- Enero – Cypress hace pruebas sobre MRAM (usando tecnología de NVE).
- Marzo - Cypress planea vender su división de MRAM.
- Junio - Honeywell publica la hoja de características de un chip de 1 Mibit en proceso litográfico de 150 nm.
- Agosto – Establecimiento de récord de velocidad de celdas a 2 GHz.
- Noviembre - Renesas y Grandis colaboran para desarrollar MRAM de 65 nm basada en STT. NVE recibe una subvención SBIR del gobierno estadounidense para estudiar aplicaciones criptográficas.[8]
- Diciembre - Sony anuncia el primer prototipo STT de laboratorio que canaliza corriente a través de la capa magnetorresistente para la escritura; este método utiliza menos energía y es más escalable, pudiendo llevar a densidades mayores a las posibles en DRAM. Freescale presenta chips basados en óxido de magnesio en vez de óxido de aluminio que logran aislantes de túnel más finos y una resistencia de bit más baja en la escritura (necesita menos corriente).

### Estado actual
2006
- Febrero – Toshiba y NEC anuncian un chip de 16 Mibit con un diseño nuevo de potencia (power-forking) que logra anchos de banda de 200 Mbit/s con tiempos de ciclo de 34 ns, el mejor rendimiento MRAM hasta la fecha. También es el más pequeño de su clase (78,5 milímetros cuadrados) y alimentación a 1,8 V.[9]
- Julio – Freescale comercializa un chip de 4 Mibit a un precio aproximado de 25 dólares.[10]

2007
- Agosto – IBM y TDK buscan reducir costes y aumentar el rendimiento de las MRAM con miras al lanzamiento de un nuevo producto al mercado.[11]

2018
- Intel anuncia la fabricación en masa de memoria MRAM.[12][13]

## Aplicaciones
Entre los usos que se han propuesto para este tipo de memoria se incluyen:
- Sistemas militares y aeroespaciales
- Cámaras digitales
- Portátiles
- Telefonía móvil
- Smartcards
- Estaciones base
- Ordenadores personales
- Reemplazos a SRAM apoyados por baterías
- Memorias especializadas para cajas negras y otros registros similares.